# 乙二醇单甲醚
乙二醇单甲醚，结构式HOCH2CH2OCH3。

## 性质
无色、具有令人愉快气味的透明液体。与水、乙醇、乙醚、丙酮、甘油、二甲基甲酰胺混溶。有毒，可引起巨红细胞性贫血，出现新生颗粒性白血球并引起中枢神经障碍。

## 制备
甲醇与三氟化硼-乙醚络合物混合，再於40 °C搅拌下缓慢通入环氧乙烷进行反应。反应后用碱中和，常压蒸馏除去多余甲醇，减压蒸出产物。
{\displaystyle \ H_{2}C(O)CH_{2}+CH_{3}OH\rightarrow HOCH_{2}CH_{2}OCH_{3}}

## 用途
用作油脂、合成树脂、醇溶性染料、硝基纤维素的溶剂，清漆和珐琅的快乾溶剂，涂层稀释剂，染料工业中的匀染剂和渗透剂，以及分析化学中硫酸盐、铁和二硫化碳的测定试剂等。